# L'ultima Thule
L'ultima Thule è il ventiquattresimo album di inediti del cantautore italiano Francesco Guccini, uscito il 27 novembre 2012. Come annunciato da Guccini, le registrazioni sono avvenute all'interno del Mulino della famiglia Guccini a Pavana.

## Descrizione
Come copertina del disco Guccini ha scelto un veliero fra i ghiacci polari, una foto scattata da Luca Bracali durante i suoi viaggi. "Quando ho visto quella immagine - ha spiegato il cantautore modenese - mi sono detto che era lei".
L'edizione digitale contiene anche un video registrato a Pavana in cui Francesco Guccini racconta i giorni della lavorazione de L'ultima Thule.
Il cantautore ha dichiarato che, dopo questo album, molto probabilmente non scriverà più canzoni, né terrà concerti e che, in passato, aveva meditato spesso di intitolare così l'ultimo lavoro discografico: L'ultima Thule.
Nel corso dello stesso anno è stato realizzato il film La mia Thule, che documenta la registrazione del disco in una sala di incisione creata per l'occasione nel mulino di Chicòn, a Pàvana, in cui il cantautore abitò e a cui sono legati alcuni momenti della sua vita e di alcune sue opere letterarie e musicali.
Essendosi Guccini ritirato dalle esibizioni live a fine 2011, questo disco non è stato presentato in tournée dall'autore; i suoi storici musicisti, però, 
con la sola eccezione di Ellade Bandini e Roberto Manuzzi, che non hanno preso parte al progetto, hanno portato in tour l'album nel corso del 2013, con l'aggiunta, alla voce, di Danilo Sacco. Il gruppo così costituito, che nei concerti alternava i brani nuovi con quelli storici del cantautore, ha assunto il nome di Danilo Sacco e i Musici.

## Tracce
1. Canzone di notte n. 4 – 8:09 (testo: Francesco Guccini – musica: Juan Carlos Biondini e Francesco Guccini)
2. L'ultima volta – 5:00 (testo: Francesco Guccini – musica: Juan Carlos Biondini)
3. Su in collina – 4:54 (testo: Francesco Guccini – musica: Juan Carlos Biondini)
4. Quel giorno d'aprile – 3:32 (testo: Francesco Guccini, Giuseppe Dati – musica: Giuseppe Dati, Marco Fontana)
5. Il testamento di un pagliaccio – 4:29 (Francesco Guccini)
6. Notti – 5:50 (testo: Francesco Guccini, Gaspare Palmieri – musica: Cristian Grassilli)
7. Gli artisti – 6:21 (testo: Francesco Guccini – musica: Juan Carlos Biondini)
8. L'ultima Thule – 5:09 (Francesco Guccini)

## Successo commerciale
Il disco è stato un successo, vendendo in un mese più di 100 000 copie e risultando tra i cinque album più venduti in Italia nel periodo natalizio. A fine 2013 la FIMI gli ha attribuito il secondo disco di platino, per le oltre 120 000 copie vendute.

## Formazione
- Francesco Guccini – voce
- Juan Carlos Biondini – chitarra, mandolino
- Pierluigi Mingotti – basso, contrabbasso, oboe
- Ellade Bandini – batteria
- Vince Tempera – pianoforte
- Paolo Simonazzi – ghironda
- Vittorio Piombo – violoncello
- Roberto Manuzzi – fisarmonica, armonica a bocca, tastiera, sassofono soprano, flauto, sintetizzatore, clarinetto, organo Hammond
- Antonio Marangolo – sassofono tenore, sassofono soprano, percussioni
- Franco Casari e Ariela Caruso – voci intro in "Canzone di notte n.4"
- Fiume Limentra – ''voce'' ne "L'ultima volta"